# Powązki-Militärfriedhof

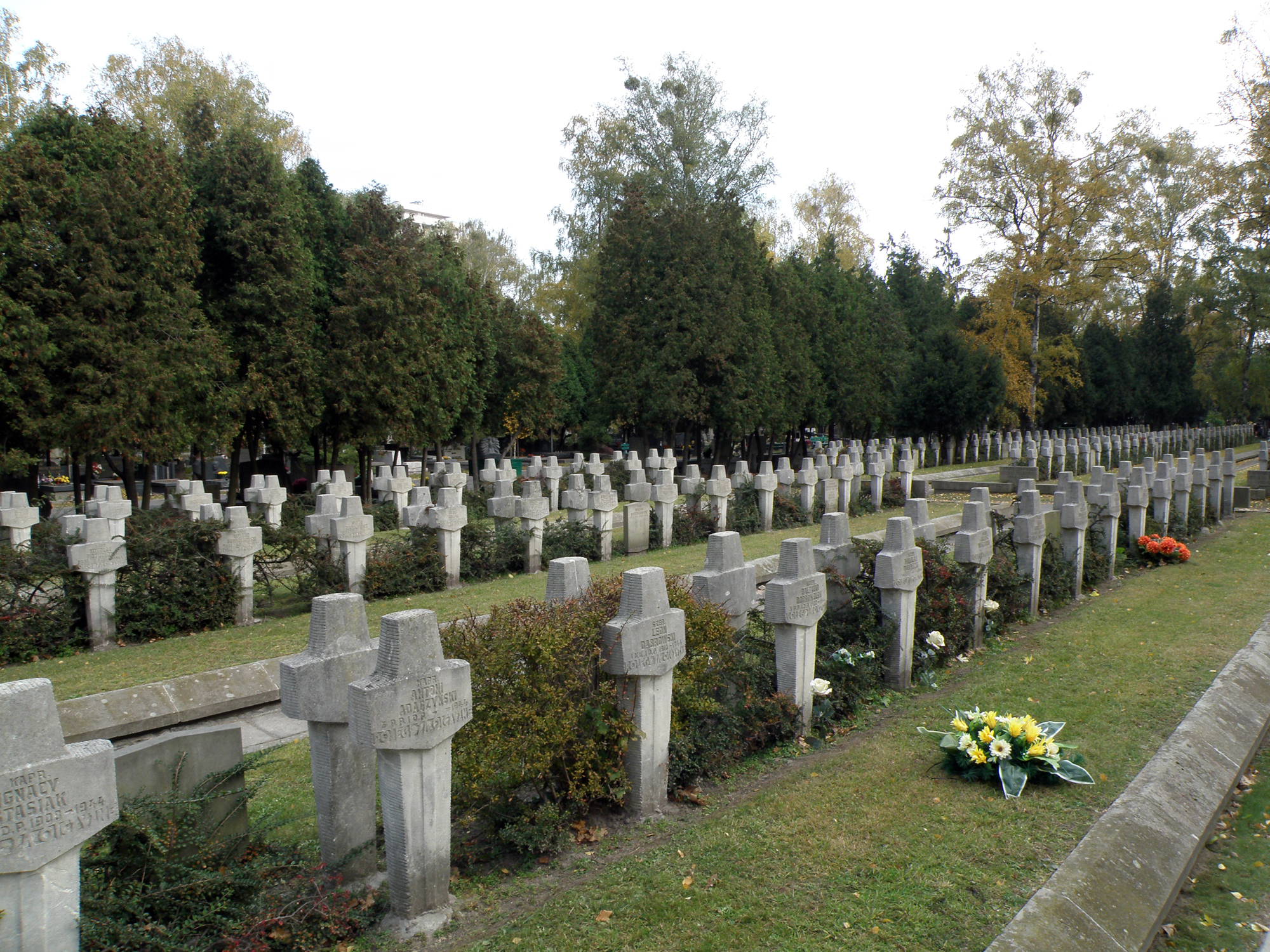
Friedhofsgräber im Jahr 2011

Der Powązki-Militärfriedhof (Polnisch: Cmentarz Wojskowy na Powązkach oder kurz Powązki Wojskowe; in deutscher Literatur auch als Soldatenfriedhof Powązki bezeichnet) ist ein städtischer Friedhof in der Powązkowska-Straße 43/45 im Warschauer Stadtdistrikt Żoliborz. Er verfügt heute über eine Größe von knapp 25 Hektar und wurde 1912 angelegt.
Der Friedhof liegt rund zwei Kilometer westlich des älteren und größeren, ebenfalls an der namensgebenden Powązkowska-Straße liegenden Powązki-Friedhofs. Die Powązkowska-Straße verband ursprünglich Warschau mit der seit dem 14. Jahrhundert bestehenden und seit Langem überbauten Siedlung Powązki. Auf dem Friedhof können Bestattungen in traditionellen gemauerten Familiengräbern (Sargbestattung), in gemauerten Familienurnengräbern sowie in Kolumbarien vorgenommen werden. Die im Januar 2007 eröffneten Kolumbarien bieten Bestattungsplätze für eine Laufzeit von 50 Jahren. Familienmitglieder von Verstorbenen, denen der polnische Orden des Weißen Adlers, der Virtuti Militari, das Militärkreuz (Order Krzyża Wojskowego) oder die Ehrenbürgerschaft der Stadt Warschau verliehen wurde, sind von der Zahlung von Friedhofsgebühren befreit.

## Geschichte

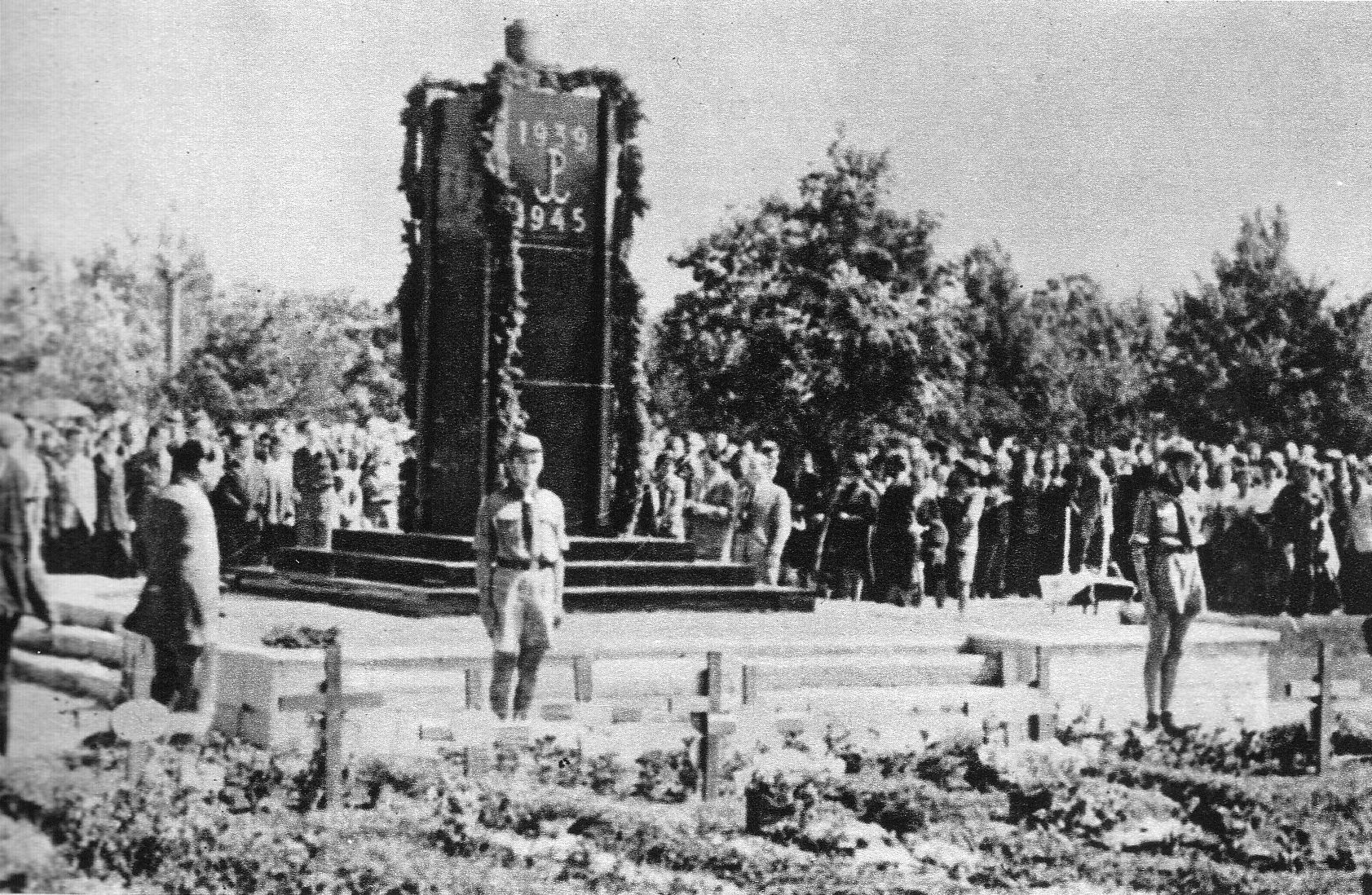
Enthüllung des Gloria Victis-Denkmals am 1. August 1946

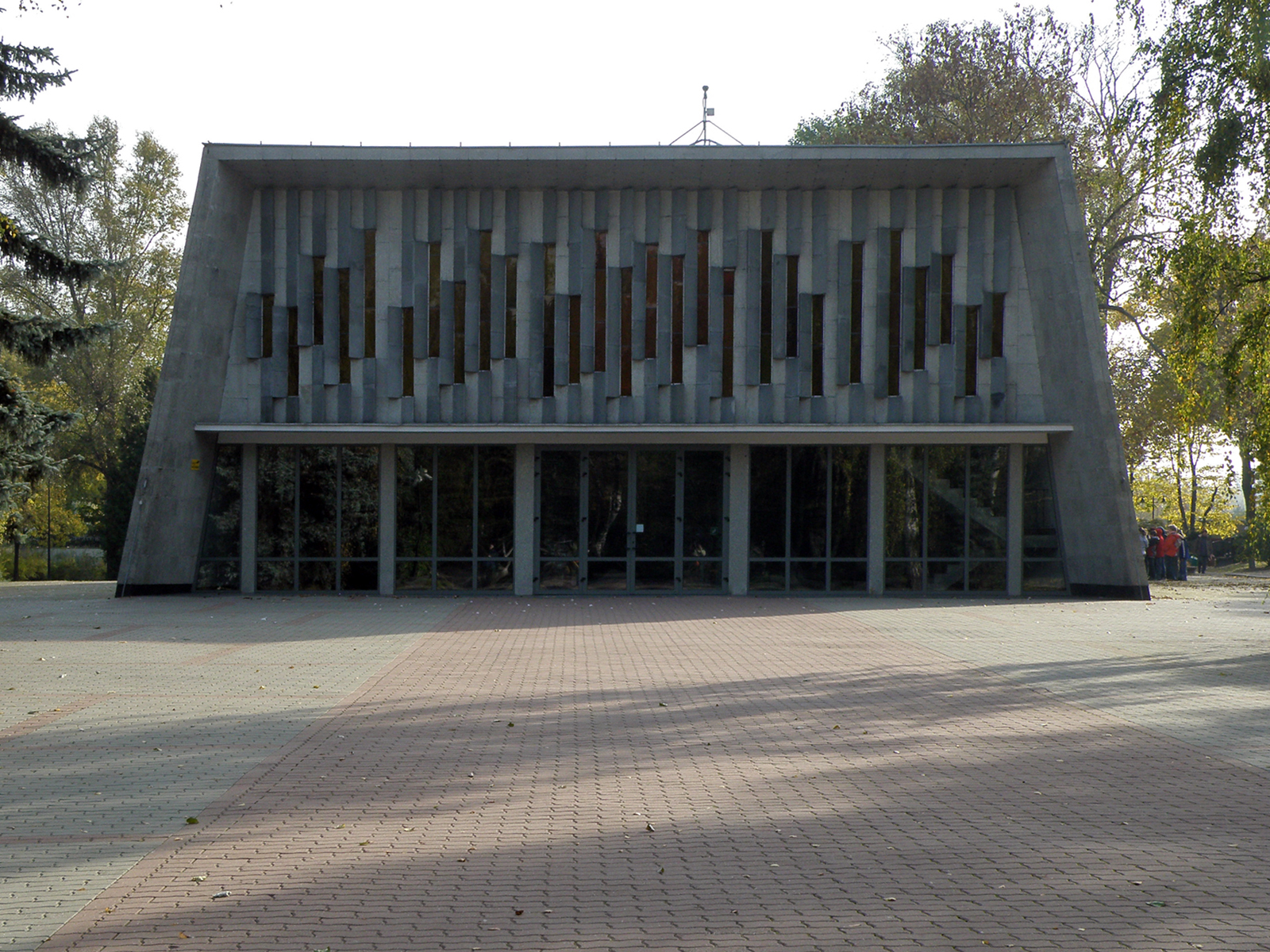
Die Bestattungshalle des Friedhofs

Der Friedhof wurde 1912 von den Behörden des Warschauer Militärbezirks ursprünglich als orthodoxer Friedhof für verstorbene russische Soldaten auf deutlich kleinerer Fläche angelegt. Im Laufe der Zeit wurden Nutzung und Grundfläche erweitert. Zu Beginn des Ersten Weltkrieges wurden hier auch polnische Soldaten sowie in Krankenhäusern verstorbene Kriegsgefangene bestattet; ab 1915 wurde von den deutschen Besatzungsbehörden die Bestattung im Kampf gefallener deutscher Soldaten vorgenommen.
Nachdem Polen seine Unabhängigkeit wiedererlangt hatte, erhielt der Friedhof im November 1918 den Namen „Powązki-Militärfriedhof“, er sollte der Bestattung polnischer Soldaten und ihrer Familien dienen. Der Friedhof wurde vergrößert und mit der Anlage einer Hauptstraße neu gegliedert.
Der Friedhof wurde zur Begräbnisstätte von auch zu Friedenszeiten verstorbenen Soldaten und deren Familienangehörigen. Ebenso wurden hier die gefallenen Teilnehmer der Schlesischen Aufstände und des Polnisch-Sowjetischen Krieges bestattet. Im Zweiten Weltkrieg diente der Friedhof als Begräbnisstätte für gefallene Soldaten sowie Kämpfer des Warschauer Aufstandes. Die während des Krieges auf den Straßen und Grünanlagen Warschaus provisorisch bestatteten Kombattanten wurden nach Kriegsende exhumiert und auf den Militärfriedhof überführt.
In der Nachkriegszeit wurden auf dem Friedhof heimlich und in anonymen Gräbern Opfer des polnischen Sicherheitsdienstes bestattet. Der Militärfriedhof wurde zu einem städtischen Friedhof umbenannt. In Folge des politischen Tauwetters in den 1950er Jahren und der einhergehenden Rehabilitation von Kämpfern der Heimatarmee wurde das bis dahin verwahrloste Areal der Gräber der Aufständischen restauriert. Auf dem Friedhof entstand die Allee der Verdienstvollen (Aleja Zasłużonych) und 1964 ein von Zbigniew Gnass in Zusammenarbeit mit Ryszard Sobolewski und Stanisław Lisowski entworfenes Bestattungsinstitut.
Am 1. August 1984 kam es auf dem Friedhof zu einer großen Kundgebung anlässlich des vorangegangenen Auseinandersetzungen um die Errichtung eines Denkmals zum Warschauer Aufstand. Mehr als 20.000 Menschen aus Kombattanten- und Oppositionskreisen kamen zur Katyn-Gedenkstätte auf dem Friedhof, um sich auch zu den Forderungen der Solidarność zu bekennen; so war Anna Walentynowicz dort eine der Rednerinnen. Im Jahr 1998 stellte der Warschauer Stadtrat die Bezeichnung „Militärfriedhof“ aus der Zeit vor 1964 wieder her.
1941 hatten die deutschen Besatzer zur Bestattung gefallener deutscher Soldaten ein separates, rund fünf Hektar großes Areal geschaffen. Hier war auch der SS-Brigadeführer und Kriegsverbrecher Franz Kutschera begraben worden. 1990 kam es zu einer Überführung von rund 2500 Gräbern dieser deutschen Gefallenen, deren Grabstätten wegen eines Straßenneubaus aufgelöst werden mussten, auf den Deutschen Soldatenfriedhof Joachimów-Mogiły. Die Einweihung des Begräbnisplatzes fand am 5. Oktober 1991 statt.

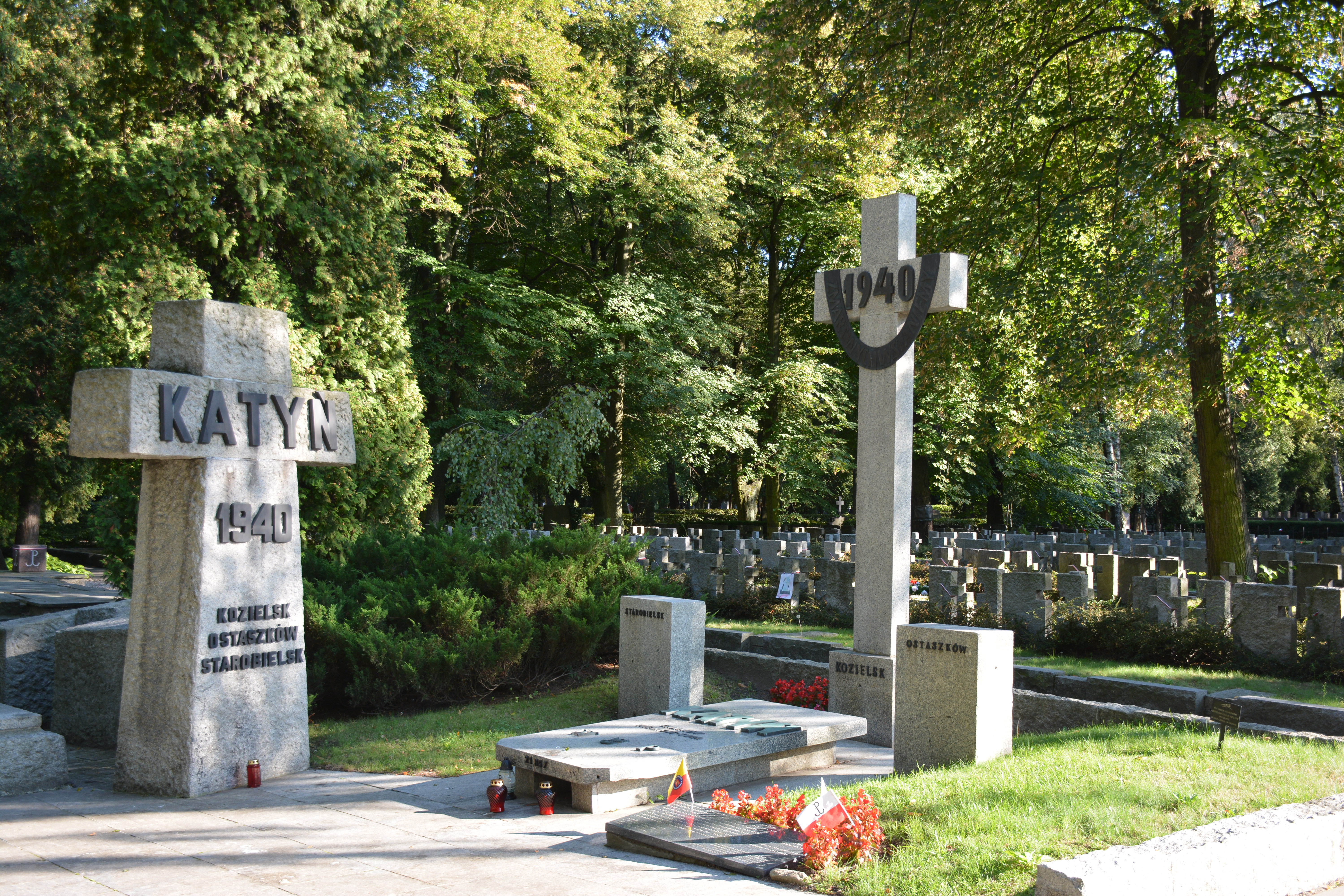
Das Denkmal an Katyn

Auf dem Friedhof gibt es vier separate Bereiche, auf denen teilweise nur symbolische Gräber angelegt sind: das Łączka-Areal (Kwatera na Łączce) für die vom polnischen Sicherheitsdienst Ermordeten; das Katyn-Areal (Dolina Katyńska) für die Opfer des Massakers von Katyn, das Smolensk-Areal (Kwatera Smoleńska) für die Opfer des Flugzeugabsturzes in Smolensk und das Begräbnisfeld  des Aufklärungsbataillons „Zośka“ der Polnischen Heimatarmee (Kwatera Harcerskiego Batalionu Armii Krajowej „Zośka“) für Angehörige dieser Einheit und der Szare Szeregi.
Neben vielen weiteren bedeutenden Persönlichkeiten sind auf dem Friedhof auch die polnischen Parteichefs und Präsidenten Bolesław Bierut, Władysław Gomułka und Wojciech Jaruzelski, die Premierminister Piotr Jaroszewicz und Józef Oleksy sowie der Marschall von Polen Michał Rola-Żymierski bestattet.